# Чепик, Георгий Юрьевич
Гео́ргий Ю́рьевич Че́пик (род. 31 октября 1968) — российский дипломат. Чрезвычайный и полномочный посол (2023).

## Биография
Окончил Московский государственный институт международных отношений (МГИМО) МИД СССР (1991). На дипломатической работе с 1991 года. Владеет французским, английским и арабским языками.
В 2011—2012 годах — советник-посланник Посольства России в Южно-Африканской Республике.
В 2014—2019 годах — заместитель директора Департамента Африки МИД России.
С 17 июля 2019 по 16 января 2024 года — чрезвычайный и полномочный посол Российской Федерации в Республике Конго.

## Дипломатический ранг
- Чрезвычайный и полномочный посланник 2 класса (8 февраля 2019)[3].
- Чрезвычайный и полномочный посланник 1 класса (13 декабря 2019)[4].
- Чрезвычайный и полномочный посол (2 октября 2023)[5].

## Семья
Женат, имеет троих детей.